# Jędrzej Gruszczyński
Jędrzej Gruszczyński (ur. 13 listopada 1997 we Wrześni) – polski siatkarz, reprezentant kraju, grający na pozycji libero. 
Jego siostra Jagoda, również jest siatkarką i odnosi większe sukcesy w siatkówce plażowej.

## Siatkówka plażowa
Mistrzostwa Polski Młodzików:
- 2012

Mistrzostwa Polski Kadetów:
- 2013

Mistrzostwa Polski Juniorów:
- 2016

## Sukcesy klubowe
Mistrzostwa Wielkopolski Kadetów:
- 2014[5]

I liga:
- 2016

Puchar Challenge:
- 2024[6]

PlusLiga:
- 2024[7], 2025[8]

## Sukcesy reprezentacyjne
Międzynarodowy Turniej EEVZA Kadetów:
- 2013

Mistrzostwa Europy Kadetów:
- 2015[9]

Mistrzostwa Świata Kadetów:
- 2015

Mistrzostwa Świata Juniorów:
- 2017

Liga Narodów:
- 2019

## Nagrody indywidualne
- 2014: MVP Mistrzostw Wielkopolski Kadetów
- 2024: MVP PGE Grand Prix PLS[10].